# Ponte Mammolo

Ponte Mammolo is een metrostation in de Italiaanse hoofdstad Rome. Het station werd geopend op 13 december 1995 en wordt bediend door lijn B van de metro van Rome.

## Geschiedenis
Ponte Mammolo ligt op de route die in het metroplan van 1941 was voorzien voor lijn C die Rebibbia via het centrum met het Foro Italico zou verbinden. Na de Tweede Wereldoorlog verdween lijn C tot ongeveer de eeuwwisseling uit de plannen. In plaats van lijn C onder de Via Tiburtina werd in 1982 begonnen met de verlenging van lijn B naar het oosten met een vertakking bij Bologna. De oosttak loopt hierbij tot Santa Maria del Soccorso door het gebied ten noorden van de Via Tiburtina, verder oostelijk wordt het tracé van de geplande lijn C uit 1941 gevolgd. Ponte Mammolo is het enige bovengrondse station van de oosttak die vlak ten noorden van het station via een brug de Aniene kruist. De plannen voor de nieuwe lijn C van begin 21e eeuw voorzagen in een aftakking van Teano naar Ponte Mammolo onder lijnaanduiding C3. In verband met gebrek aan bekostiging is deze tak niet gebouwd.

## Aanleg
Het station werd gebouwd in de tweede helft van de jaren 80 van de twintigste eeuw en het was gereed toen de lijn in 1990 werd geopend. Het station bleef echter tot 1995 een spookstation omdat er geen bebouwing rond het station was en evenmin overig openbaar vervoer. Op 13 december 1995 werd het, samen met een Parkeer en Reis terrein met 1800 parkeerplaatsen, geopend werd voor reizigers richting Laurentina. Op 22 september 1997 was ook het interlokale busstation gereed en sindsdien kunnen metroreizigers ook richting Rebibbia de metro nemen.

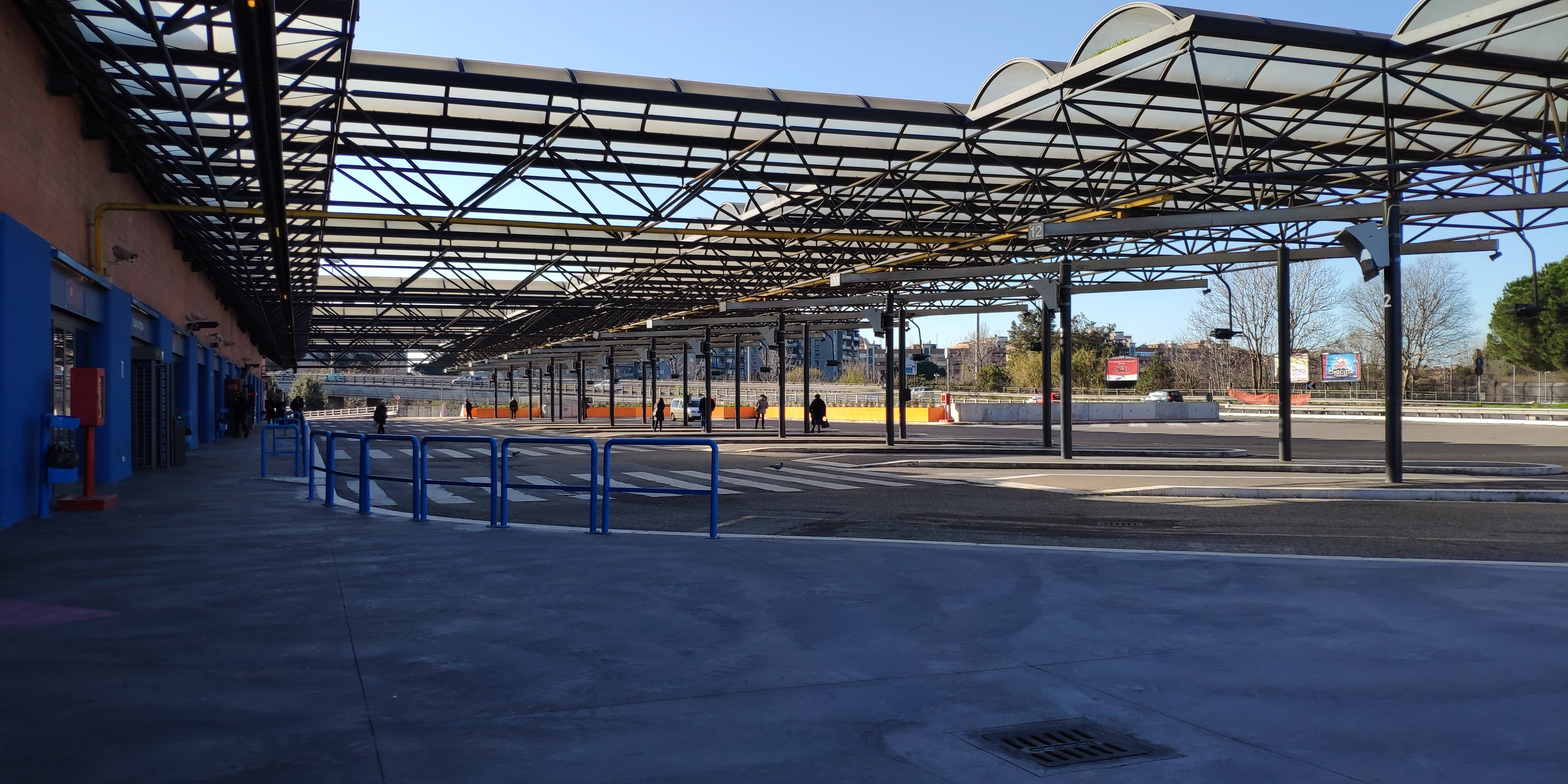
De bushaltes op het stationsplein voor de westgevel
Wandschildering
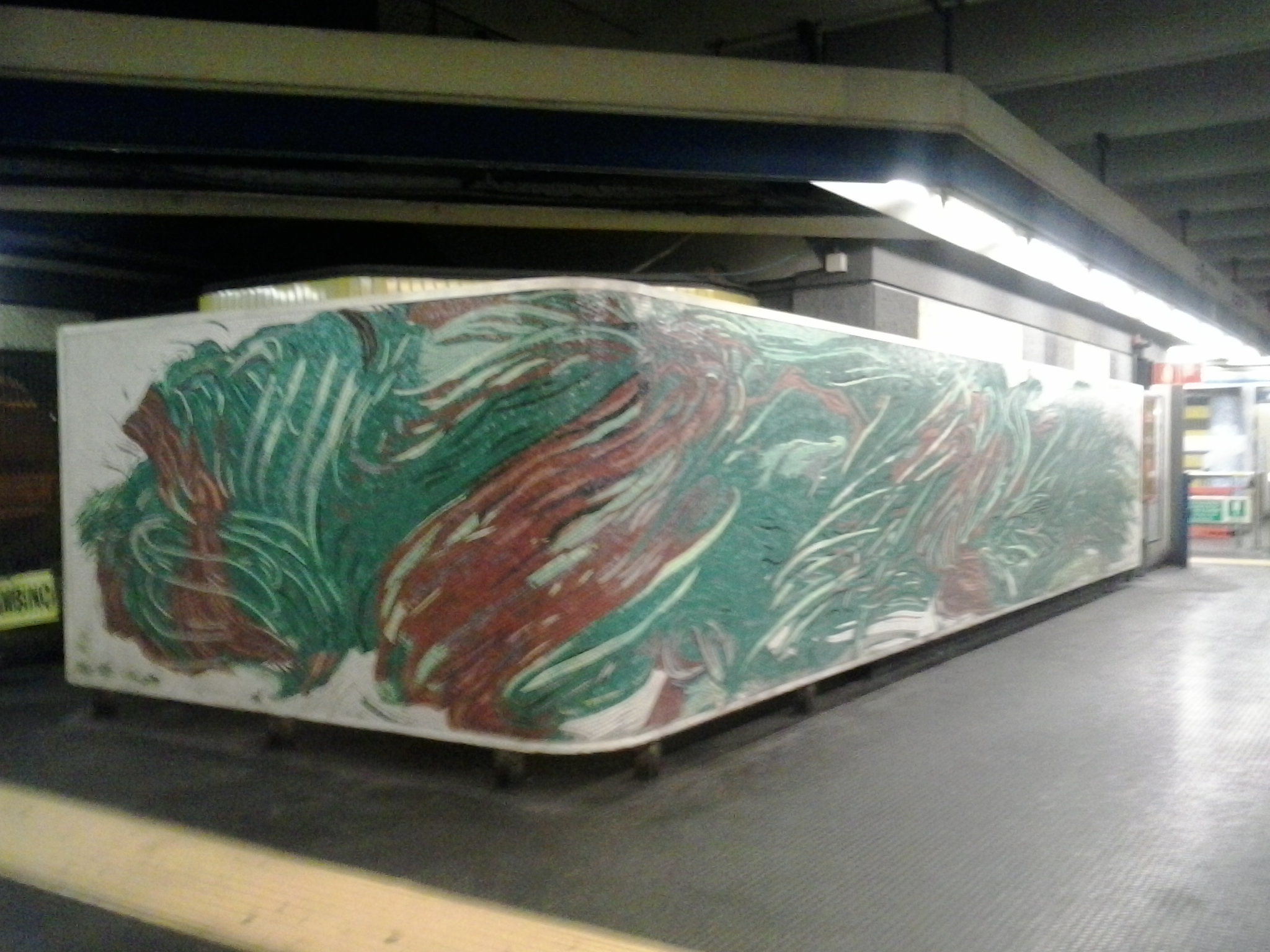
Mozaïek in het station

## Ligging en inrichting
Het station is genoemd naar de Ponte Mammolo, die ongeveer 350 meter ten oosten van het station ligt, waarmee de Via Tiburtina al in de oudheid de Aniene kruiste. De metrobrug en het station liggen tussen de rijbanen en bruggen van de moderne Via Tiburtina. Onder de bruggen ligt het noordelijke einde van de Viale Palmiro Togliatti die Ponte Mammolo met Cinecittà verbindt. De verdeelhal ligt onder de sporen en is met roltrappen en liften verbonden met de zijperrons. De ingangen liggen bij de respectievelijke busstations aan de oost- en westkant van het station. Net als bij het eerder gebouwde OV knooppunt Anagnina zijn de stadsbussen en de interlokalebussen gescheiden, de stadsbussen aan de oostkant en de interlokale aan de westkant.